# صمدآباد (سرخس)
صمدآباد، روستایی است از توابع بخش مرکزی شهرستان سرخس در استان خراسان رضوی که حاج صمد کوهکن و برادرش شادروان مام خان/ محمدخان ( زاده زابل ) در اوایل دهه 1340.ش از بنیانگذاران آبادی صمدآباد سرخس می باشند.
این روستا در دهستان تجن قرار دارد و بر اساس سرشماری سال ۱۳۸۵ جمعیت آن (۱۱۷ خانوار) ۶۱۶ نفر 
است.

## منبع
1. «: کمیته تخصصی نام نگاری و یکسان سازی نام های جغرافیایی ایران :». بایگانی‌شده از اصلی در ۲۹ اوت ۲۰۱۱. دریافت‌شده در ۱۹ ژوئیه ۲۰۱۱.
2. ↑  «نتایج سرشماری ایران در سال ۱۳۸۵». درگاه ملی آمار. بایگانی‌شده از روی نسخه اصلی در ۲۱ آبان ۱۳۹۲.